# Цао Веј
Цао Веј (кин: 曹魏; пин: Cáo Wèi) је назив за једно од Три краљевства, односно државу насталу распадом Кине усљед колапса династије Хан почетком 3. вијека. Територија јој је садржавала сјеверну Кину, односно подручја која је у грађанском рату освојио господар рата Цао Цао, те се прогласио прво војводом, а потом и краљем Веја. Главни град јој је био бивша царска пријестолница Луојанг, а као формални почетак постојања државе се одређује година 220. када је Цао Цаов син Цао Пи и формално свргнуо посљедњег цара династије Хан, те се прогласио царем, односно оснивачем нове династије Веј. То никада нису признали владари друге двије државе - Су на југозападу и Веј на југоистоку Кине - чији су се владари Лиу Беј и Сун Ђуан такође сматрали легитимним насљедницима царског пријестоља. Држава Веј је године 265. успјела освојити и анектирати Су, али не и Веј, и то зато што је на двору Цао Веја с временом ојачао клан на челу са породицом Сима. Исте године је њен члан и царски канцелар Сима Јан свргнуо Цао Хуана, посљедњег владара династије Хан и прогласио нову царску династију Ћин, под чијим је водством Кина поновно уједињена године 280.